# Ghalia Benali
Ghalia Benali (Matmata, 21 december 1968) is een zangeres van Tunesische origine.

## Biografie
Ze groeide op binnen een artistieke familie en kwam zo al vroeg in contact met muziek en poëzie: Franse chanson, Egyptische en Indische musicals, melodieën uit Syrië, de (onvermijdelijke) Egyptische zangeres Umm Kulthum en de gezongen lezingen uit de Koran. Ghalia is geboren in Brussel in 1968. Op driejarige leeftijd vertrekt ze met haar familie naar het zuiden van Tunesië waar ze verder opgroeit en studeert tot haar 21. Reeds als kleuter zingt ze en toont Arabische en Indische dansen op familiefeestjes. Ghalia heeft een erg artistieke familie die haar al vroeg voedt met diverse poëzie en muziek: Franse chansons; Egyptische en Indische theatermuziek; melodieën uit Syrië en Irak en de ‘tartil’, de gezongen lezingen uit de Koran, en de bijzondere dichtkunst van Oum Kalthoum.
Na haar wetenschappelijke opleiding in Tunis, komt ze terug naar Brussel om er in St. Lucas ‘Grafiek’ te studeren. Ze besluit in België te blijven en wil de melancholie van haar kinderparadijs en het geluk dat ze er kende, met het publiek delen. Door het zingen vindt ze contact met andere rijke en knappe culturen. Het is voor haar tevens een manier om zichzelf beter te leren kennen en haar juiste plaats te vinden binnen al deze verschillende emoties. Ze zong voor het eerst in ‘de Amadeus’ te Brussel en werd al snel uitgenodigd voor tournees naar Portugal en Andalusië, waar ze dan weer de rijkdom van de flamenco ontdekte.Ghalia zingt met een aparte expressie en een sterke sensualiteit, bezit een stem die je diep raakt.
Ghalia speelde ondertussen in de combinaties Yoda, Nada, en Timnaa.
Ze creëerde ook de groep Kafichanta en speelt met haar project ‘Romeo en Leila’ (over de onmogelijke liefde tussen mensen uit 2 verschillende culturen) concerten in Benelux, Spanje, Hongarije, Duitsland, Egypte, Tunesië, Bahrein,enz. Naast de CD ‘Romeo & Leila’ bracht ze ook een gelijknamig boek uit met tekst en tekeningen van haarzelf.
Samen met Bert Cornelis stichtte ze recenter de groep ‘Al Palna’. Hier zingt Ghalia soefi-teksten op Indisch geïnspireerde muziek. Haar magische stem en het unieke sitarspel van Bert versmelten zich wonderlijk tot een nieuw geluid, en hun inlevingsvermogen maakt dat de muziek oprijst vanuit diepe meditatieve sferen tot extatische hoogtes. Op vraag van de Belgische nationale radiozender Klara namen ze een CD op die in 2008 door Music en Words werd uitgebracht.
Met haar nieuwste project ‘ Ghalia Benali: een ontmoeting met Om Kalthoum ’ brengt ze in februari 2010 een nieuwe CD uit bij Music & Words. Het is hier niet de bedoeling zich te meten met de kracht en de stem van deze diva, maar wil veeleer de overweldigende emotie van haar diepgaande en authentieke liederen opnieuw tot leven brengen.
Naast deze projecten diept ze momenteel haar oeuvre verder uit door samenwerking met artiesten zoals ‘The Spy of Cairo’ en Mad Professor.
Ze maakt ook talrijke collages die ze exposeerde in binnen- en buitenland.
Naast zangeres is ze ook actrice in de films ‘Swing’ van Tony Gatliff en ‘La Saison des hommes' van Mouffida Tiatli (cf. de Tunesische film La Saison des Hommes) , danseres en beeldend kunstenares.

## Discografie
- Wild Harissa (2001)
- Roméo & Leila (2007)
- Al Palna (2009)
- MwSoul (2017)
- Call to Prayer (2020)
- In the Footsteps of Rumi (2022)

- Bibliothèque nationale de France: cb17060523d (data)
- Gemeinsame Normdatei: 1129371549
- International Standard Name Identifier: 0000 0004 5967 2100
- Library of Congress Control Number: n2004079745
- MusicBrainz: 340c9efe-96f2-4ee8-8de9-688277e3678d
- Réseau des bibliothèques de Suisse occidentale: 02-A008695913
- Système universitaire de documentation: 15407456X
- Virtual International Authority File: 8147094989825081558
- WorldCat: E39PBJxhjFh7VQR3B7X9BWqhHC